# أبيي جاكوبسون
أبيي جاكوبسون (بالإنجليزية: Abbi Jacobson)‏ هي مدونة صوتية وكاتبة سيناريو وممثلة أمريكية، ولدت في 1 فبراير 1984 في Chesterbrook, Pennsylvania ‏ في الولايات المتحدة.

## أعمال

### مسلسلات
- مدينة واسعة

## وصلات خارجية
- أبيي جاكوبسون على موقع IMDb (الإنجليزية)
- أبيي جاكوبسون على موقع ميتاكريتيك (الإنجليزية)
- أبيي جاكوبسون على موقع روتن توميتوز (الإنجليزية)
- أبيي جاكوبسون على موقع ألو سيني (الفرنسية)
- أبيي جاكوبسون على موقع ميوزك برينز (الإنجليزية)
- أبيي جاكوبسون على موقع أول موفي (الإنجليزية)
- أبيي جاكوبسون على موقع ديسكوغز (الإنجليزية)
- أبيي جاكوبسون على موقع قاعدة بيانات الفيلم (الإنجليزية)
- أبيي جاكوبسون على موقع كينوبويسك (الروسية)